# Суленцин-Шляхецький
Суленцин-Шляхецький (пол. Sulęcin Szlachecki) — село в Польщі, у гміні Старий Люботинь Островського повіту Мазовецького воєводства.
Населення — 265 осіб (2011).
У 1975-1998 роках село належало до Остроленцького воєводства.

## Демографія
Демографічна структура станом на 31 березня 2011 року:
|          | Загалом | Допрацездатний вік | Працездатний вік | Постпрацездатний вік |
| -------- | ------- | ------------------ | ---------------- | -------------------- |
| Чоловіки | 133     | 27                 | 91               | 15                   |
| Жінки    | 132     | 30                 | 71               | 31                   |
| Разом    | 265     | 57                 | 162              | 46                   |